# Cornelis Nagtglas
Cornelis Nagtglas (Utrecht, 16 maggio 1814 – Harderwijk, 17 gennaio 1897) è stato un politico olandese.
Amministratore coloniale, condusse gran parte della propria carriera nella Costa d'Oro olandese di cui divenne governatore a soli 36 anni, nel 1858. Tornò nei Paesi Bassi nel 1862, ma tornò nuovamente in Costa d'Oro come governatore su richiesta del governo nel 1869, per restaurarvi l'ordine. Nel 1871, lasciò definitivamente la Costa d'Oro, l'anno prima che essa venne ceduta al Regno Unito.

## Biografia
Cornelis Nagtglas nacque a Utrecht il 16 maggio 1814 da Cornelis Nagtglas, sr. e sua moglie, Maria Ruyghart. Frequentò le scuole a Utrecht ma non si diplomò ed al contrario intraprese la carriera militare che lasciò ad ogni modo poco dopo per il suo spirito d'avventura ed il desiderio di impegnarsi nel mondo coloniale.
Nagtglas iniziò la sua carriera in Costa d'Oro nel 1851. Dopo essere divenuto "assistente" per decreto reale del 9 gennaio di quell'anno, giunse ad Elmina il 28 maggio ed iniziò a lavorare come assistente del giudice locale dal 28 luglio. Il 10 gennaio 1852 venne promosso comandante di Fort Crêvecoeur ad Accra. Nagtglas tornò ad Elmina nel 1853, dove divenne "residente" dal 7 dicembre. Dopo essere tornato per un breve periodo nei Paesi Bassi, ripartì alla volta di Elmina dove giunse il 1 maggio 1857, prima di divenire governatore della colonia della Costa d'Oro olandese dall'8 maggio dell'anno successivo.
Dopo undici anni di servizio in Costa d'Oro, Nagtglas decise di pensionarsi il 23 giugno 1862, tornando nei Paesi Bassi. Qui si dedicò ad attività di scrittura e fu anche autore di un pamphlet intitolato Una domanda: "Cosa faranno i Paesi Bassi coi loro possedimenti sulla costa della Guinea?" (1863), nel quale espose pubblicamente le ormai dilapidate finanze della colonia oltre a proporre una migliore retribuzione per i funzionari locali, una migliore educazione per la popolazione locale, promuovere l'interscambio dei territori con gli inglesi e proporre tariffe più eque. Se tutto ciò non fosse stato possibile, proponeva Nagtglas, meglio sarebbe stato vendere la colonia all'Inghilterra come aveva fatto la Danimarca nel 1850.

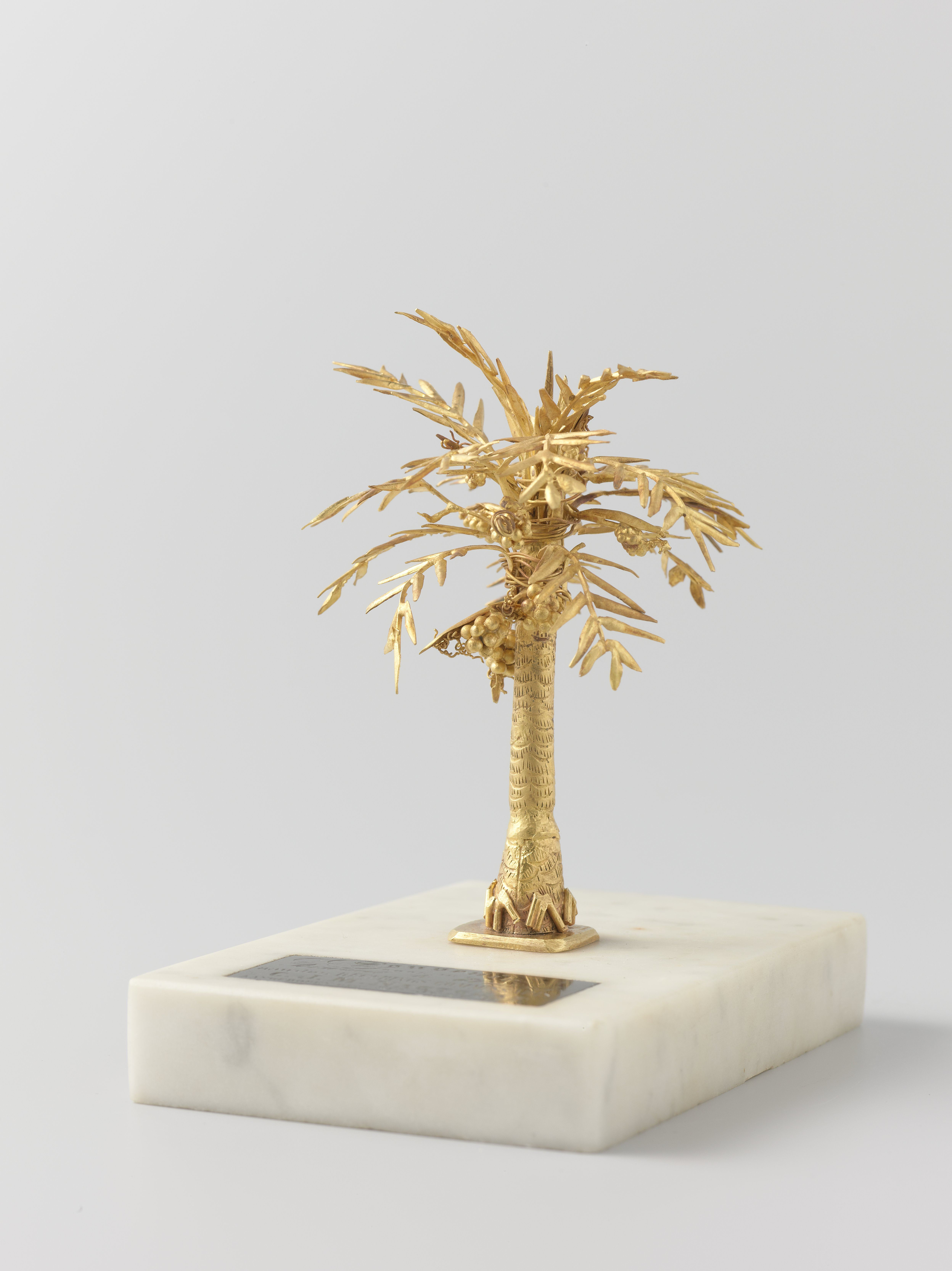
La palma d'oro concessa a Nagtglas dagli amministratori coloniali della Costa d'Oro l'8 giugno 1871.

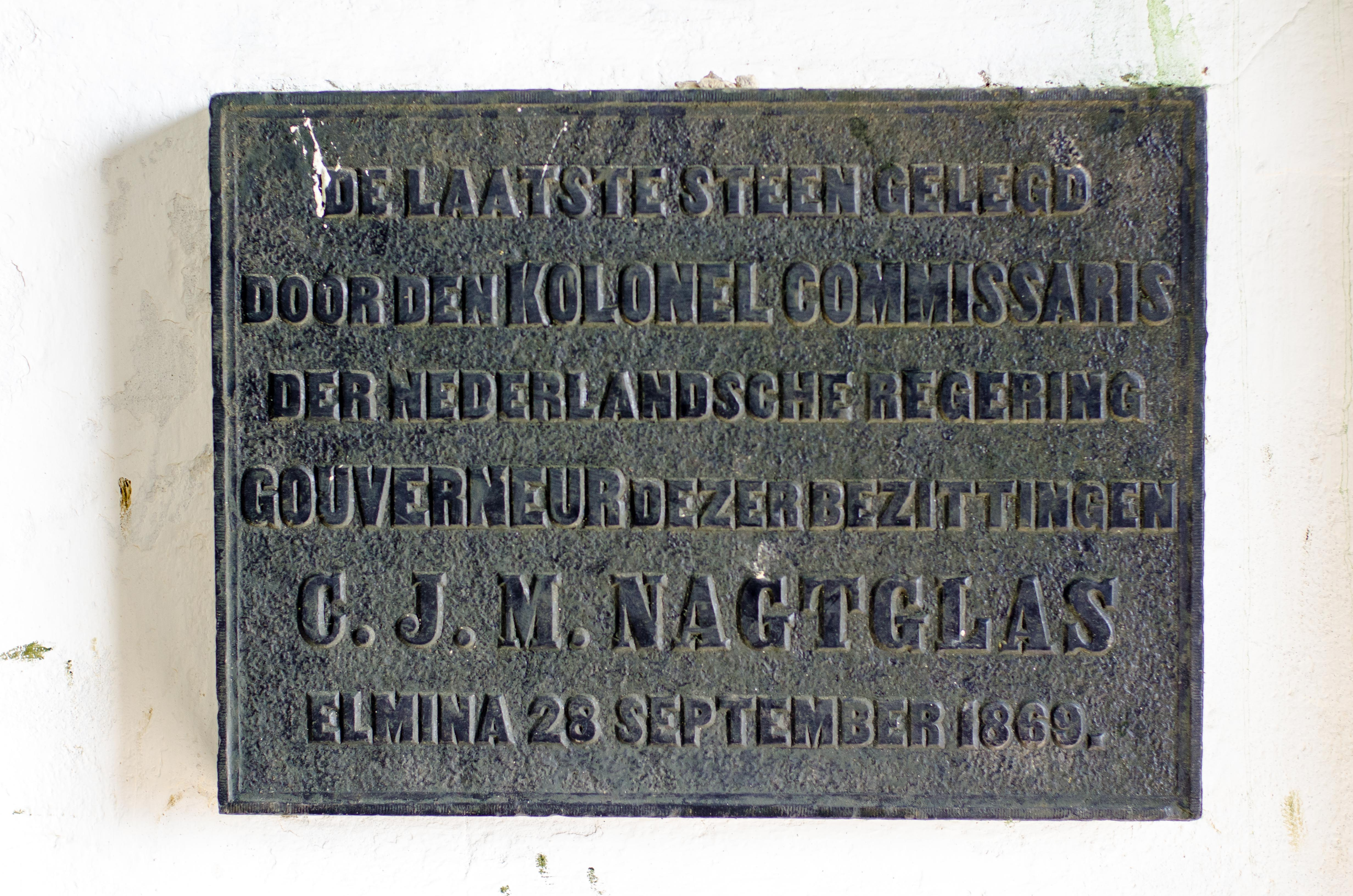
L'ultima pietra del ridotto Nagtglas costruito nel 1868 sulla parte est della costa di Elmina, posta da Cornelis Nagtglas il 28 settembre 1869 al suo ritorno in Costa d'Oro. La pietra è stata oggi trasferita al castello di Elmina. La pietra non commemora, come erroneamente alcuni riportano, la partenza degli olandesi dalla Costa d'Oro.

Nagtglas venne quindi installato come consigliere del governo olandese e negoziò con Henri Alexander Elias e Bentinck la Convenzione tra Gran Bretagna e Paesi Bassi per lo scambio di territori sulla Costa d'Oro dell'Africa. Dopo che quest'operazione si rivelò un fallimento e la Costa d'Oro olandese venne costellata da rivolte locali, Nagtglas venne nuovamente chiamato in loco come governatore dal 20 marzo 1869. Nagtglas comandò i diversi interventi militari olandesi per reprimere le rivolte locali. Per la sua malattia, venne costretto a lasciare l'incarico di governatore l'8 giugno 1871 e partì alla volta dei Paesi Bassi due giorni dopo.

## Reputazione
Sia tra gli amministratori coloniali olandesi che tra quelli inglesi, Cornelis Nagtglas godette di una buona reputazione di devoto al proprio lavoro in Costa d'Oro.. Durante la sua tenuta come governatore, avviò e seppe mantenere una buona burocrazia, dando l'impressione che la colonia fosse molto più grande e molto più solida di quanto non fosse in realtà.
Cornelis Nagtglas è spesso indicato dalla letteratura coloniale come un amministratore illuminato, ben disposto verso i costumi e la politica locali, con un senso di realismo sulle limitazioni dell'influenza olandese nella Costa d'Oro del XIX secolo.

## Opera scientifica
Durante il suo periodo in Costa d'Oro, Nagtglas raccolse 236 specie di uccelli con lo zoologo Hendrik Pel, che vennero poi donati nel 1862 al Rijksmuseum van Natuurlijke Historie, ed attualmente si trovano al Naturalis Biodiversity Center.

## Vita personale
Durante il suo primo periodo in Costa d'Oro, Nagtglas ebbe un figlio chiamato Karel Anne Nagtglas con una donna euro-africana di nome Anna Abraba Smith (c. 1840–1920), che egli riconobbe legalmente al suo ritorno in Costa d'Oro nel 1869. Anna Abraba Smith sposò in seguito George Emil Eminsang.
Nei Paesi Bassi, sposò Wilhelmina Sophia Michell il 17 dicembre 1862. La coppia ebbe due figlie che sopravvissero sino all'età adulta.